# Accident d'Aïn Snoussi
L'accident d'Aïn Snoussi est un accident de la route survenu le 1er décembre 2019 sur la route nationale 11 près d'Amdoun en Tunisie. Il fait trente morts ainsi que quinze blessés.

## Déroulement
Le 1er décembre 2019, un groupe de 43 jeunes décide de faire une randonnée dans la région forestière d'Aïn Draham. Un autocar est loué pour cette raison et le départ de Tunis s'effectue le même jour. À 11 h 55, dans une descente raide suivie d'un virage, le chauffeur de l'autocar perd le contrôle de son véhicule et termine son embardée dans le fond d'un ravin. L'accident fait au total trente morts et quinze blessés, l'accident est alors considéré comme l'un des pires accidents de l'histoire du pays,.
Trente minutes après le premier signalement, les secours de la protection civile ainsi que du SAMU arrivent sur place. Une cellule de crise est déclenchée au sein des ministères de la Santé et de l'Intérieur pour suivre l'évolution de la situation minute par minute.

## Réactions

### Tunisie
Le président Kaïs Saïed et le chef du gouvernement Youssef Chahed se rendent ensemble dans la zone de l'accident puis se déplacent vers l'hôpital régional de Béja, et le Centre de traumatologie et des grands brûlés de Ben Arous,.
Le président de l'Assemblée des représentants du peuple, Rached Ghannouchi, se déplace quant à lui à l'hôpital Charles-Nicolle de Tunis pour afficher son soutien aux familles et aux blessés.

### Étranger
- Algérie : L'ambassadeur algérien en Tunisie et l'équipe diplomatique de l'ambassade se rendent au chevet des blessés en guise de soutien puis se déplacent au Centre national de transfusion sanguine afin de donner de leur sang[7].
- Libye : Fayez el-Sarraj, le président du Conseil présidentiel, présente ses condoléances lors d'un entretien téléphonique avec Kaïs Saïed[8].
- Nations unies : Dans un communiqué, l'organisation présente ses condoléances aux familles des victimes, tout en souhaitant un prompt rétablissement aux blessés[9].

## Suites et enquête parlementaire
Une commission d'enquête parlementaire, présidée par Sayida Ounissi et composée de 22 membres, est désignée pour enquêter sur l'accident.
En mars 2020, la commission clos son enquête mais, à cause de la pandémie de Covid-19, le rapport n'est présenté qu'en juin.
Le 5 juin, le tribunal de première instance de Bejà condamne le propriétaire de l'agence de voyages à deux ans de prison ferme.